# Dietylamin
Dietylamin är en sekundär amin med formeln (C2H5)2NH.

## Egenskaper
Dietylamin är en basisk (pKa för korresponderande syra är 11,09). Ren är den en färglös vätska, men ofta har den orenheter som gör den mörkt brun. Blandningen dietylaminånga och luft är explosiv i koncentrationer 1,7 – 10,1 %vol. Självantändningspunkten är 305 °C.

## Framställning
Dietylamin framställs vanligen genom alkylering av förgasad ammoniak (NH3) med etanol (C2H5OH).
{\displaystyle {\rm {2\ C_{2}H_{5}OH+NH_{3}\rightarrow (C_{2}H_{5})_{2}NH+2\ H_{2}O}}}
I processen bildas även de primära och tertiära aminerna etylamin (C2H5NH2) och trietylamin ((C2H5)3N).

## Användning
Dietylamin används vid tillverkning av gummi och konstharts.